# Adolf Strauss
Adolf Strauss (geboren am 16. August 1902 in Saaz, Österreich-Ungarn; gestorben um den 30. September 1944 im KZ Auschwitz) war ein deutsch-böhmischer Komponist und Holocaustopfer.

## Leben
Der Sohn eines Schuhfabrikanten besuchte die Konservatorien in Prag und Leipzig. In der tschechischen Hauptstadt verdingte er sich als Caféhaus-Musiker, im Leipziger Krystallpalast wirkte Strauss als Kapellmeister bzw. Dirigent. Seine erste Komposition veröffentlichte er 1923 gleichfalls in der sächsischen Stadt: Karawanen Foxtrott. Außerdem komponierte Strauss Lieder wie Heimweh, in Traum vom Glück und zuletzt, unmittelbar vor seiner Deportation nach Auschwitz, Ich weiß bestimmt, ich werd’ dich wiedersehn!. Die Machtübernahme durch die Nationalsozialisten erzwang die Rückkehr des jüdischen Musikers und seiner Frau in die Tschechoslowakei, wo er unter anderem im nordböhmischen Most (deutsch: Brüx) auftrat. Unweit der deutschen Grenze, in dem historisch bedeutsamen Städtchen Cheb (Eger), ließ sich das Ehepaar nieder. Während Strauss weiterhin  komponierte, hielt seine Gattin die Familie mit einem Schuhgeschäft über Wasser. 
Die Annexion der Sudetengebiete 1938 durch Hitler-Deutschland erzwang die Weiterreise der Familie Strauss in das tschechische Hinterland. Viel zu spät erkannte Adolf Strauss die Notwendigkeit, aus dem mittlerweile ebenfalls von den Nazis okkupierten Prag zu fliehen. Der Zweite Weltkrieg hatte derweil begonnen, als Strauss endgültig in das Räderwerk nationalsozialistischer Verfolgung geriet. Noch im Februar 1940 versuchte er vergebens eine Ausreise nach Schanghai zu erreichen. Am 4. Dezember 1941 erfolgte die Deportation des jüdischen Künstlers von Prag in das Ghetto Theresienstadt, am 28. September 1944 musste Adolf Strauss einen Todeszug in das Vernichtungslager Auschwitz besteigen. Dort wurde er vermutlich gleich nach seiner Ankunft zwei Tage darauf in einer Gaskammer ermordet. Seine Tochter aus der Ehe mit einer Nicht-Jüdin ist die Sängerin Eva-Maria Straussová (* 1934).